# 4 × 100 meter stafett för herrar i friidrott vid olympiska sommarspelen 1984
4 x 100 meter stafett herrar vid olympiska sommarspelen 1984 i Los Angeles avgjordes söndagen den 10-11 augusti. 

## Medaljörer
| Gren          | Guld                                                     | Guld       | Silver                                                          | Silver | Brons                                                                | Brons |
| 4 x 100 meter | USA · Sam Graddy · Ron Brown · Calvin Smith · Carl Lewis | 37,83 (VR) | Jamaica · Al Lawrence · Greg Meghoo · Don Quarrie · Ray Stewart | 38,62  | Kanada · Ben Johnson · Tony Sharpe · Desai Williams · Sterling Hinds | 38,70 |

## Resultat

### Försöksheat
Heat 1
1. USA (Sam Graddy, Ron Brown, Calvin Smith, Carl Lewis) 38,89
2. Västtyskland (Christian Zirkelbach, Peter Klein, Jürgen Evers, Ralf Lübke) 39.04
3. Frankrike (Antoine Richard, Jean-Jacques Boussemart, Marc Gasparoni, Bruno Marie-Rose) 40.04
4. Senegal (Mamadou Sene, Hamidou Diawara, Saliou Seck, Charles-Louis Seck) 40.15
5. Thailand (Vichan Choocherd, Rangsarn Inthachai, Prasit Boonprasert, Sumet Promna) 40.58
6. Qatar (Wahed Salem, Faraj Abdulla, Jamal Al-Abdulla, Talal Al Rahim) 40.60
7. Gambia (Bakary Jarju, Dawda Jallow, Abdurahman Jallow, Omar Fye) 40.73

Heat 2
1. Kanada (Ben Johnson, Tony Sharpe, Desai Williams, Sterling Hinds) 39,20
2. Brasilien (Arnaldo da Silva, Robson da Silva, Katsuiko Nakaia, Paulo Correia) 39.27
3. Italien (Antonio Ullo, Giovanni Bongiorni, Stefano Tilli, Pietro Mennea) 39.87
4. Nigeria (Iziaq Adeyanju, Eseme Ikpoto, Lawrence Adegbeingbe, Chidi Imoh) 39.94
5. Ghana (Philip Attipoe, Makarios Djan, Collins Mensah, Rex Brobby) 40.20
6. Sierra Leone (Abdul Mansaray, David Peter Sawyerr, Felix Sandy, Ivan Benjamin) 40.77

Heat 3
1. Jamaica (Norman Edwards, Greg Meghoo, Don Quarrie, Albert Lawrence) 38,93
2. Storbritannien (Daley Thompson, Donovan Reid, Mike McFarlane, Allan Wells) 39.00
3. Indonesien (Johanes Kardiono, Purnomo, Christian Nenepath, Ernawan Witarsa) 40.43
4. Barbados (John Mayers, Hamil Grimes, Clyde Edwards, Anthony Jones) 40.47
5. Antigua och Barbuda (Anthony Henry, Lester Benjamin, Alfred Browne, Larry Miller) 40.70
6. Kongo-Brazzaville (Théophile Nkounkou, Henri Nding, Antoine Kiakouama, Jean-Didace Bemou) 40.74
7. Liberia (Wallace O. Obey, Hassan Tall, Oliver Daniels, Augustus Moulton) 42.05

### Semifinaler
Heat 1
1. USA (Sam Graddy, Ron Brown, Calvin Smith, Carl Lewis) 38,44
2. Italien (Antonio Ullo, Giovanni Bongiorni, Stefano Tilli, Pietro Mennea) 39.32
3. Kanada (Ben Johnson, Tony Sharpe, Desai Williams, Sterling Hinds) 39.39
4. Brasilien (Arnaldo da Silva, Nelson Rocha Santos, Katsuiko Nakaia, Paulo Correia) 39.52
5. Ghana (Philip Attipoe, Makarios Djan, Collins Mensah, Rex Brobby) 40.19
6. Indonesien (Johanes Kardiono, Purnomo, Christian Nenepath, Ernawan Witarsa) 40.37
7. Senegal (Mamadou Sene, Hamidou Diawara, Ibrahima Fall, Charles-Louis Seck) 40.63
8. Thailand (Vichan Choocherd, Rangsarn Inthachai, Prasit Boonprasert, Sumet Promna) 40.83

Heat 2
1. Jamaica (Ray Stewart, Greg Meghoo, Don Quarrie, Albert Lawrence) 38,67
2. Storbritannien (Daley Thompson, Donovan Reid, Mike McFarlane, Allan Wells) 38.67
3. Västtyskland (Christian Zirkelbach, Peter Klein, Jürgen Evers, Ralf Lübke) 38.70
4. Frankrike (Antoine Richard, Jean-Jacques Boussemart, Marc Gasparoni, Bruno Marie-Rose) 38.91
5. Nigeria (Iziaq Adeyanju, Eseme Ikpoto, Samson Oyeledun, Chidi Imoh) 39.98
6. Antigua och Barbuda (Anthony Henry, Lester Benjamin, Alfred Browne, Larry Miller) 40.14
7. Barbados (John Mayers, Hamil Grimes, Clyde Edwards, Anthony Jones) 40.18
8. Qatar (Wahed Salem, Faraj Abdulla, Jamal Al-Abdulla, Talal Al Rahim) 40.43

### Final
1. USA (Sam Graddy, Ron Brown, Calvin Smith, Carl Lewis) 37,83 (WR)
2. Jamaica (Ray Stewart, Greg Meghoo, Don Quarrie, Albert Lawrence) 38,62
3. Kanada (Ben Johnson, Tony Sharpe, Desai Williams, Sterling Hinds) 38,70
4. Italien (Antonio Ullo, Giovanni Bongiorni, Stefano Tilli, Pietro Mennea) 38,87
5. Västtyskland (Jürgen Koffler, Peter Klein, Jürgen Evers, Ralf Lübke) 38,99
6. Frankrike (Antoine Richard, Jean-Jacques Boussemart, Marc Gasparoni, Bruno Marie-Rose) 39,10
7. Storbritannien (Daley Thompson, Donovan Reid, Mike McFarlane, Allan Wells) 39,13
8. Brasilien (Arnaldo da Silva, Nelson Rocha Santos, Katsuiko Nakaia, Paulo Correia) 39,40